# 凱瑟琳 (阿拉巴馬州)
凱瑟琳（英語：Catherine）是位於美國阿拉巴馬州威爾科克斯縣的一個非建制地區和人口普查指定地區。根據2010年美國人口普查，該地人口為22人，而該地的面積約為5.94平方千米。

## 地理
凱瑟琳的座標為32°11′06″N 87°28′08″W / 32.18500°N 87.46889°W，而該地最高點為海拔高度59米（即194英尺）。